# Oriolles
Oriolles ist eine westfranzösische Gemeinde mit 245 Einwohnern (Stand: 1. Januar 2022) im Département Charente in der Region Nouvelle-Aquitaine (vor 2016 Poitou-Charentes). Sie gehört zum Arrondissement Cognac und zum Kanton Charente-Sud. Die Einwohner werden Oriollais genannt.

## Lage
Oriolles liegt etwa 35 Kilometer südsüdwestlich von Angoulême. Umgeben wird Oriolles von den Nachbargemeinden Condéon im Norden, Chillac im Osten, Guizengeard im Südosten, Boisbreteau im Süden sowie Touvérac im Westen. 

## Bevölkerungsentwicklung
| Jahr                       | 1962 | 1968 | 1975 | 1982 | 1990 | 1999 | 2006 | 2019 |
| Einwohner                  | 283  | 264  | 218  | 222  | 223  | 218  | 238  | 253  |
| Quellen: Cassini und INSEE |      |      |      |      |      |      |      |      |

## Sehenswürdigkeiten
- Kirche Saint-Pierre aus dem 11./12. Jahrhundert

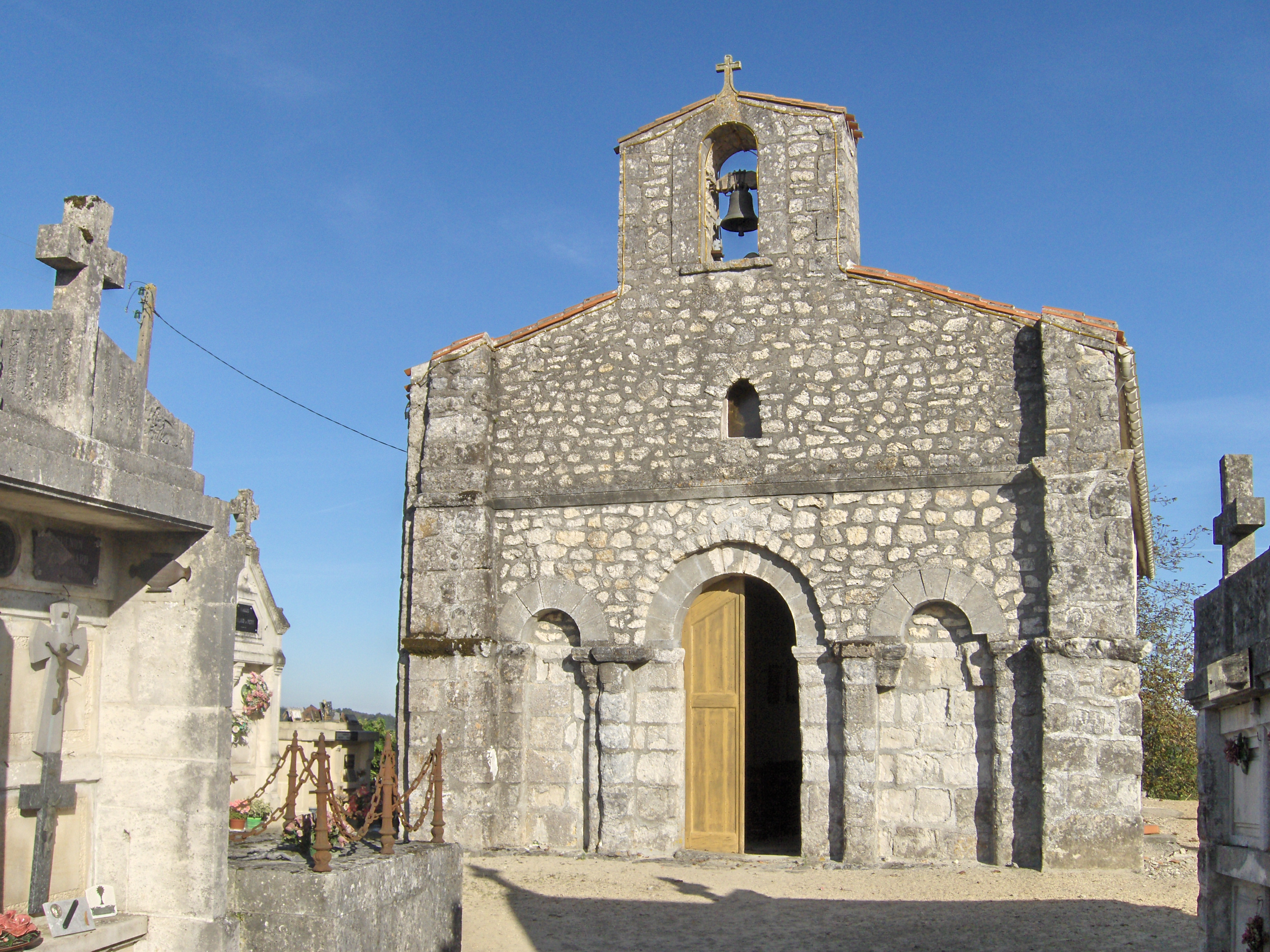
Kirche Saint-Pierre

- Domäne Coiffard